# Anfíbraco (métrica)
El anfíbraco (del lat. amphibrăchus, y este del gr. ἀμφίβραχυς, de ἀμφί, "por ambos lados", y βραχυς, "breve") es un pie de tres sílabas de la métrica grecolatina cuantitativa que consiste en una sílaba larga entre dos breves: U_U.
En la métrica acentual se suele imitar el pie con una sílaba tónica entre dos átonas (oóo). Tienen la forma de anfíbraco palabras como "ventana", "cerrojo" etcétera. Sobre la pauta de anfíbraco puede formarse una línea de prosa así: "Venía llorando; llevaba pintada en los ojos la triste noticia" (oóo oóo oóo oóo oóo oóo oóo)
En el verso usó ritmo anfibráquico Rubén Darío, poeta del Modernismo, en su “Marcha triunfal” (1895):
¡Ya viene el cortejo!
¡Ya viene el cortejo! Ya se oyen los claros clarines.
La espada se anuncia con claro reflejo;
ya viene, oro y hierro, el cortejo de los paladines.
Ya pasa debajo los arcos ornados de blancas Minervas y Martes,
los arcos triunfales en donde las Famas erigen sus largas trompetas
la gloria solemne de los estandartes
llevados por manos robustas de heroicos atletas.